# Campeonato de España de Atletismo 2016
El XCVI Campeonato de España de Atletismo se disputó los días 23 y 24 de julio de 2016 en el Complejo Deportivo Las Mestas en Gijón, Asturias.

Junto a las pruebas individuales, se celebró el campeonato de España de relevos 4×100 y 4×400 por clubes, además de los campeonatos de pruebas combinadas (Decatlón y Hepthalon).

## Resultados

### Masculino
| Evento                       | Oro                                                                                      | Plata                                                                                           | Bronce                                                                                            |
| ---------------------------- | ---------------------------------------------------------------------------------------- | ----------------------------------------------------------------------------------------------- | ------------------------------------------------------------------------------------------------- |
| 100 metros lisos             | Ángel David Rodríguez FC Barcelona 10.39                                                 | David Alejandro VelSalamanca Run-Go 10.48                                                       | Mauro Triana Playas de Castellón 10.49                                                            |
| 200 metros lisos             | Oscar Husillos A.D.Marathon 20.83v                                                       | Ángel David Rodríguez FC Barcelona 20.95v                                                       | Mauro Triana Playas de Castellón 20.97v                                                           |
| 400 metros lisos             | Lucas Búa FC Barcelona 46.36                                                             | Samuel García Tenerife CajaCanarias 46.65                                                       | Luis Vallejo Playas de Castellón 47.05                                                            |
| 800 metros lisos             | Álvaro de Arriba CA. Fent Cami Mislata 1:50.18                                           | Daniel Andújar Playas de Castellón 1:50.26                                                      | David Palacio CA. Fent Cami Mislata 1:50.53                                                       |
| 1500 metros lisos            | Marc Alcalá FC Barcelona 3:51.04                                                         | Adel Mechaal New Balance Team 3:51.23                                                           | Mauris Surel Castillo Playas de Castellón 3:51.29                                                 |
| 5000 metros lisos            | Ilias Fifa FC Barcelona 13:38.22                                                         | Antonio Abadía CD. Nike Running 13:38.50                                                        | Adel Mechaal New Balance Team 13:39.17                                                            |
| 110 metros vallas            | Orlando Ortega C.A. Vall Albaida 13.09 R.Camp                                            | Yidiel Islay Contreras Playas de Castellón 13.45                                                | Javier Colomo Ederki-Caja Rural 13.85                                                             |
| 400 metros vallas            | Sergio Fernández Grupompleo Pamplona Atlético 50.21                                      | Javier Delgado FC Barcelona 50.74                                                               | Diego Cabello Playas de Castellón 51.33                                                           |
| 3000 metros obstáculos       | Sebastián Martos C.D.Nike Running 8:37.63                                                | Fernando Carro New Balance Team 8:38.54                                                         | Eric Peñalver Playas de Castellón 8:39.24                                                         |
| Salto de altura              | Miguel Ángel Sancho Playas de Castellón 2.23                                             | Simón Siverio Tenerife CajaCanarias 2.14                                                        | Juan Ignacio López CA. Fent Cami Mislata 2.10                                                     |
| Salto con pértiga            | Igor Bychkov Playas de Castellón 5.51                                                    | Didac Salas FC Barcelona 5.46                                                                   | Adrián Vallés Grupompleo Pamplona Atlético 5.36                                                   |
| Salto de longitud            | Jean Marie Okutu FC Barcelona 7.65                                                       | Daniel Solis A.D.Marathon 7.48                                                                  | Carlos Sánchez Centre Esp. Colivenc 7.46                                                          |
| Triple salto                 | José Alfonso Palomares FC Barcelona 15.96                                                | Pablo Cid Real Sociedad 15.89                                                                   | José Emilio Bellido Playas de Castellón 15.75                                                     |
| Lanzamiento de peso          | Borja Vivas Atl.Málaga 20.59                                                             | Carlos Tobalina FC Barcelona 20.06                                                              | Alejandro Noguera Playas de Castellón 18.03                                                       |
| Lanzamiento de disco         | Frank Casañas Playas de Castellón 61.25                                                  | Mario Pestano Tenerife CajaCanarias 60.78                                                       | Lois Maikel Martínez Playas de Castellón 59.75                                                    |
| Lanzamiento de martillo      | Javier Cienfuegos Playas de Castellón 72.92                                              | Pedro José Martín FC Barcelona 69.85                                                            | Miguel Alberto Blanco FC Barcelona 68.98                                                          |
| Lanzamiento de jabalina      | Nicolás Quijera Grupompleo Pamplona Atlético 75.86                                       | Jordi Sánchez FC Barcelona 72.63                                                                | Manuel Uriz CA. Fent Cami Mislata 71.21                                                           |
| Decatlón                     | Jorge Ureña Playas de Castellón 7.900 puntos.                                            | Jonay Jordán Tenerife CajaCanarias 7.433 puntos.                                                | Pablo Trescoli Playas de Castellón 7.202 puntos.                                                  |
| 10000 metros marcha          | Miguel Ángel López UCAM Murcia 38:06.28                                                  | Álvaro Martín Playas de Castellón 39:23.51                                                      | Luis Alberto Amezcua Juventud Guadix 39:29.00                                                     |
| Relevos 4 x 100 metros lisos | FC Barcelona Denis Galán Arnau Erta Borja Zorrilla-Lequerica Ángel David Rodríguez 40.62 | Playas de Castellón Chinedu Patrick Ike (i) Mauro Triana Alberto Gavaldá Daniel Rodríguez 40.65 | Real Sociedad Imanol Gil Octavian Mihail Romanescu (i) Orkatz Beitia David Arqués 41.08           |
| Relevos 4 x 400 metros lisos | FC Barcelona Pau Fradera Javier Delgado Guillermo Rojo Lucas Búa 3:09.17                 | Playas de Castellón Luis Vallejo Diego Cabello David Jiménez Alejandro Estévez 3:10.89          | Grupompleo Pamplona At. Oscar Urdanoz Kevin Cristian Pérez Saúl Martínez Sergio Fernández 3:11.64 |

### Femenino
| Evento                       | Oro                                                                                | Plata                                                                                       | Bronce                                                                                     |
| ---------------------------- | ---------------------------------------------------------------------------------- | ------------------------------------------------------------------------------------------- | ------------------------------------------------------------------------------------------ |
| 100 metros lisos             | Estela García Valencia Terra i Mar 11.41 R.Camp                                    | María Isabel Pérez Valencia Terra i Mar 11.60                                               | Alazne Furundarena Atlético San Sebastián 11.77                                            |
| 200 metros lisos             | Cristina Lara FC Barcelona 23.60                                                   | Carmen Sánchez Silva FC Barcelona 24.02                                                     | Sonia Molina Simply-Scorpio 71 24.09                                                       |
| 400 metros lisos             | Aauri Lorena Bokesa C.D. Nike Running 53.44                                        | Laura Bueno A.D.Marathon 53.82                                                              | Geraxane Ussia FC Barcelona 53.87                                                          |
| 800 metros lisos             | Esther Guerrero New Balance Team 2:01.72                                           | Isabel Macías Simply-Scorpio 71 2:06.46                                                     | Natalia Romero Unicaja Atletismo Jaén 2:07.68                                              |
| 1500 metros lisos            | Marta Pérez C. Dental Seoane Pampín 4:12.74                                        | Solange Pereira Valencia Terra i Mar 4:14.32                                                | Montse Mas FC Barcelona 4:15.54                                                            |
| 5000 metros lisos            | Trihas Gebre Bilbao Atletismo 16:02.12                                             | Zulema Fuentes-Pila Bilbao Atletismo 16:11.49                                               | Esther Navarrete At. Femenino Celta 16:11.85                                               |
| 100 metros vallas            | Caridad Jerez FC Barcelona 13.15                                                   | Marta Sainz A.D.Marathon 14.08                                                              | Teresa Errandonea Súper Amara BAT 14.10                                                    |
| 400 metros vallas            | Maryia Roshchyn Playas de Castellón 59.68                                          | Sonia Nasarre ISS-L´Hospitalet 1:00.39                                                      | Laura Natalí Sotomayor Valencia Terra i Mar 1:00.85                                        |
| 3000 metros obstáculos       | María José Pérez C. Dental Seoane Pampín 9:50.45                                   | Irene Sánchez-Escribano C. Dental Seoane Pampín 9:56.14                                     | Carolina Robles A.D.Marathon 9:59.18                                                       |
| Salto de altura              | Ruth Beitia Torralbo´s Team 1.90                                                   | Cristina Ferrando Playas de Castellón 1.81                                                  | Claudia García FC Barcelona 1.76                                                           |
| Salto con pértiga            | Naroa Aguirre Atlético San Sebastián 4.32                                          | Carla Franch FC Barcelona 4.27                                                              | Anna María Pinero Valencia Terra i Mar 4.17                                                |
| Salto de longitud            | Juliet Itoya A.D.Marathon 6.51                                                     | Concepción Montaner Playas de Castellón 6.20                                                | Olatz Arrieta FC Barcelona 6.17                                                            |
| Triple salto                 | Patricia Sarrapio Playas de Castellón 13.66                                        | Debora Calveras FC Barcelona 13.20                                                          | Andrea Calleja FC Barcelona 13.10                                                          |
| Lanzamiento de peso          | Úrsula Ruiz Valencia Terra i Mar 17.24                                             | María Belén Toimil Playas de Castellón 16.10                                                | Elena Gutiérrez Piélagos 14.86                                                             |
| Lanzamiento de disco         | Sabina Asenjo FC Barcelona 58.20                                                   | Andrea Alarcón A.A.Catalunya 52.73                                                          | June Kintana Grupompleo Pamplona Atlético 52.03                                            |
| Lanzamiento de martillo      | Berta Castells Valencia Terra i Mar 69.41                                          | Laura Redondo FC Barcelona 67.40                                                            | María Barbaño Acevedo A.D.Marathon 61.62                                                   |
| Lanzamiento de jabalina      | Lidia Parada Atlética Barbanza 57.18                                               | Nora Aida Bicet Valencia Terra i Mar 54.54                                                  | Estefanía López Valencia Terra i Mar 51.82                                                 |
| Hepthalon                    | Andrea Medina A.D.Marathon 5.641 puntos.                                           | Estefanía Estrella Fortes A.A.Catalunya 5.555 puntos.                                       | Yanira Soto Tenerife CajaCanarias 5.412 puntos.                                            |
| 10000 metros marcha          | Raquel González FC Barcelona 42:14.12 R.Esp                                        | Beatriz Pascual Valencia Terra i Mar 42:35.69                                               | Julia Takacs Playas de Castellón 43:55.70                                                  |
| Relevos 4 x 100 metros lisos | FC Barcelona Jaël Bestué Carmen Sánchez Silva Caridad Jerez Cristina Lara 45.04    | Valencia Terra i Mar Fátima Diame Estela García Cristina Castellar María Isabel Pérez 45.65 | A.D.Marathon Jessica Alloza Sandra Pérez Paula Soria Elisa Tejedor 47.18                   |
| Relevos 4 x 400 metros lisos | Playas de Castellón Sara Gómez Herminia Parra Bárbara Camblor Elena Moreno 3:41.50 | A.D.Marathon Ruth Peña Carolina Pacheco Lucía Marín Laura Bueno 3:42.31                     | ISS-L´Hospitalet Sara Gallego María Stephanie Thomas (i) Neus Camins Sonia Nasarre 3:46.85 |

R.Esp-Récord de España.

R.Camp-Récord del Campeonato.

(i)-Atleta invitado (Extranjero).

## Medallero
| #  | Club                         | Oro | Plata | Bronce | Total |
| -- | ---------------------------- | --- | ----- | ------ | ----- |
| 1  | FC Barcelona                 | 13  | 10    | 6      | 29    |
| 2  | Playas de Castellón          | 8   | 8     | 11     | 27    |
| 3  | Valencia Terra i Mar         | 3   | 5     | 3      | 11    |
| 4  | A. D. Marathon               | 3   | 4     | 3      | 10    |
| 5  | C.D. Nike Running            | 2   | 1     | 0      | 3     |
| 5  | Clínica Dental Seoane Pampín | 2   | 1     | 0      | 3     |
| 7  | Grupompleo Pamplona At.      | 2   | 0     | 3      | 5     |
| 8  | New Balance Team             | 1   | 2     | 1      | 4     |
| 9  | Bilbao Atletismo             | 1   | 1     | 0      | 2     |
| 10 | Fent Cami Mislata            | 1   | 0     | 3      | 4     |
| 11 | Atlético San Sebastián       | 1   | 0     | 1      | 2     |
| 12 | Atlética Barbanza            | 1   | 0     | 0      | 1     |
| 12 | Atl. Málaga                  | 1   | 0     | 0      | 1     |
| 12 | C.A. Vall Albaida            | 1   | 0     | 0      | 1     |
| 12 | Torralbo´s Team              | 1   | 0     | 0      | 1     |
| 12 | UCAM Murcia                  | 1   | 0     | 0      | 1     |
| 17 | Tenerife CajaCanarias        | 0   | 4     | 1      | 5     |
| 18 | A.A.Catalunya                | 0   | 2     | 0      | 2     |
| 19 | ISS-L´Hospitalet             | 0   | 1     | 1      | 2     |
| 19 | Real Sociedad                | 0   | 1     | 1      | 2     |
| 19 | Simply-Scorpio 71            | 0   | 1     | 1      | 2     |
| 22 | VelSalamanca Run-Go          | 0   | 1     | 0      | 1     |
| 23 | Súper Amara Bat              | 0   | 0     | 1      | 1     |
| 23 | At. Femenino Celta           | 0   | 0     | 1      | 1     |
| 23 | Centre Esp. Colivenc         | 0   | 0     | 1      | 1     |
| 23 | Ederki-Caja Rural            | 0   | 0     | 1      | 1     |
| 23 | Unicaja Atletismo Jaén       | 0   | 0     | 1      | 1     |
| 23 | Juventud Guadix              | 0   | 0     | 1      | 1     |
| 23 | Piélagos                     | 0   | 0     | 1      | 1     |
|    | TOTAL                        | 42  | 42    | 42     | 126   |